# ناآرامی نژادی ۲۰۲۰–۲۰۲۳ ایالات متحده آمریکا

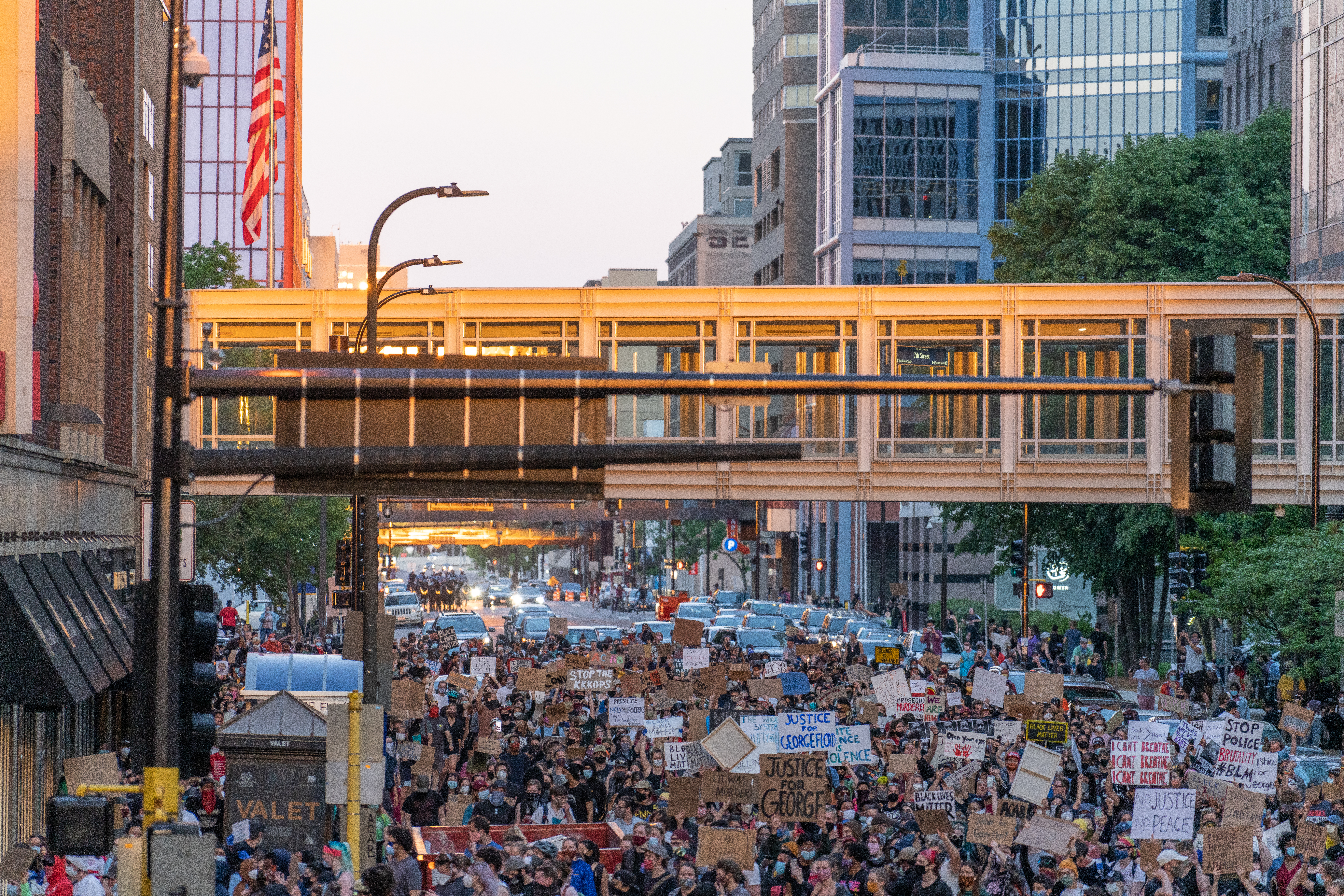
نمایی از اعتراض مردم مینیاپولیس به قتل جورج فلوید، (جان سیاهان مهم است) - مه ۲۰۲۰

موجی از ناآرامی‌های مدنی در ایالات متحده، که با قتل جورج فلوید در حین دستگیری وی توسط افسران پلیس مینیاپولیس در ۲۵ مه ۲۰۲۰ کلید خورد، به شورش‌ها و اعتراضات علیه نژادپرستی سیستمی در ایالات متحده، مانند خشونت پلیس و سایر اشکال خشونت، منجر شد.
این ناآرامی‌ها تا حدی توسط جنبش سراسری زندگی سیاه‌پوستان مهم است تسهیل می‌شود. پس از قتل فلوید، ناآرامی‌ها در منطقه مینیاپولیس-سینت پال در ۲۶ مه آغاز شد و به سرعت در سراسر کشور و جهان گسترش یافت. نظرسنجی‌ها تخمین زده‌اند که بین ۱۵ و ۲۶ میلیون نفر در مقاطع مختلف در تظاهرات‌ها در ایالات متحده شرکت کرده‌اند و این را به بزرگ‌ترین اعتراضات در تاریخ ایالات متحده تبدیل کرده‌است. همچنین تخمین زده شد که بین ۲۶ مه تا ۲۲ اوت، حدود ۹۳ درصد از اعتراضات «مسالمت آمیز و غیرمخرب» بوده‌است. بر اساس مطالعات و تحلیل‌های متعدد، اعتراضات عمدتاً مسالمت آمیز بوده‌است.
ناآرامی‌ها باعث شد تا یک حسابرسی فرهنگی ملی در آمریکا در مورد موضوعات بی عدالتی نژادی ایجاد شود. افکار عمومی در مورد نژادپرستی و تبعیض به سرعت در پی اعتراضات تغییر کرد، حمایت از جنبش جان سیاهان مهم است و اذعان به نژادپرستی نهادی شدیداً افزایش یافت.   اثرات کنشگری‌ها در آمریکا در سطح بین‌المللی گسترش یافت و ستون‌نویسان متعددی در اوایل ژوئن ۲۰۲۰ از آن به عنوان یک حسابرسی بین‌المللی در مورد مسائل نژادی یاد کردند. 
در داخل مینیاپولیس، تخریب و غارت اموال گسترده رخ داد، از جمله یک پاسگاه پلیس توسط تظاهرکنندگان تسخیر شد و به آتش کشیده شد، که باعث شد گارد ملی مینه سوتا در ۲۸ مه فعال و مستقر شود. پس از یک هفته ناآرامی، بیش از ۵۰۰ میلیون دلار خسارت مالی در منطقه مینیاپولیس-سینت پال گزارش شد که دو کشته مرتبط با شورش‌ها داشتند. ناآرامی‌های بیشتر به سرعت در سراسر ایالات متحده گسترش یافت، که گاهی شامل شورش، غارت و آتش‌سوزی می‌شد. تا اوایل ژوئن، حداقل ۲۰۰ شهر آمریکا مقررات منع آمد و شد اعمال کرده بودند، در حالی که بیش از ۳۰ ایالت و واشینگتن دی سی، بیش از ۶۲۰۰۰ پرسنل گارد ملی را در پاسخ به ناآرامی‌ها فعال کرده بودند. تا پایان ماه ژوئن، حداقل ۱۴۰۰۰ نفر در اعتراضات دستگیر شده بودند. تا ژوئن ۲۰۲۰، بیش از ۱۹ نفر در ارتباط با ناآرامی‌ها جان خود را از دست دادند. بر اساس تخمین سپتامبر ۲۰۲۰، آتش‌سوزی، خرابکاری و غارت باعث حدود ۱ تا ۲ میلیارد دلار خسارت بیمه شده بین ۲۶ مه تا ۸ ژوئن شد، که مرحله اولیه اعتراضات جورج فلوید را به رویداد بی نظمی مدنی با بالاترین خسارت ثبت شده در تاریخ ایالات متحده تبدیل می‌کند.
همچنین تمرکز زیادی از ناآرامی در اطراف پورتلند، اورگان وجود داشت که منجر به اعزام مأمورین وزارت امنیت میهن در ژوئن ۲۰۲۰ شد. این حرکت به افتخار لجند تالیفروی چهار ساله که در کانزاس سیتی مورد اصابت گلوله قرار گرفت و کشته شد، عملیات لجند نامگذاری شد. نیروهای فدرال بعداً در شهرهای دیگری از جمله کانزاس سیتی و سیاتل که با ناآرامی مواجه بودند مستقر شدند. ناآرامی‌های محلی‌تر در چندین شهر به دنبال حوادث مربوط به افسران پلیس، به ویژه پس از تیراندازی به جیکوب بلیک در کنوشا، ویسکانسین، که منجر به اعتراض‌ها و شورش‌ها در شهر شد، دوباره پدیدار شد. این اعتراضات منجر به درخواست‌هایی در سطوح فدرال، ایالتی و شهرداری برای مبارزه با سوء رفتار پلیس، نژادپرستی سیستمی، مصونیت واجد شرایط و وحشیگری پلیس در ایالات متحده شد.